# سيمون مارش
سيمون مارش (بالإنجليزية: Simon Marsh)‏ (29 يناير 1977 في المملكة المتحدة - ) هو لاعب كرة قدم بريطاني في مركز الدفاع. شارك مع منتخب إنجلترا تحت 21 سنة لكرة القدم. أما مع النوادي، فقد لعب مع أكسفورد يونايتد وبرمنغهام سيتي ونادي برينتفورد ونادي تاموورث.

## وصلات خارجية
- سيمون مارش على موقع قاعدة بيانات كرة القدم.إي يو (الإنجليزية)
- سيمون مارش على موقع Soccerbase.com (لاعب) (الإنجليزية)